# 王相军
王相军（1990年11月—2020年12月20日），四川省邻水县人，中华人民共和国冰川探险者、短视频作者。王相军高中毕业后曾在工地搬砖、在富士康拖地，后来到云南等地一边在餐馆打工一边旅行。他从2012年开始到冰川探险，去过七十多座冰川。2017年，他入驻短视频平台，昵称为“西藏冒险王”，网友则称呼他“冰川哥”。他曾受邀在2019年联合国气候变化大会上发言。2020年12月20日，王相军在西藏探险途中落入冰川遇难，遗体于2021年3月18日寻获，并于3月22日得到确认。

## 生平

### 早年
1990年农历九月，王相军生于四川省邻水县冷家乡偏桥沟村的一个农村家庭。他的父母有两个儿子，他是长子，弟弟比他小两岁。据他的母亲说，王相军喜欢爬山，从小成绩优秀，高考意外失利。2009年，他到邻水县城的一所高中复读。2010年农历春节过后，他决定不再读书，同亲戚到深圳打工。他后来接受采访时说，父母收入不多，他继续读书会有负罪感，但是他给母亲的解释是自己再读下去只能浪费时间。工作大约半年后，他回到邻水。不久，深圳富士康到四川广安招工，父亲联系政府部门，让王相军再次到深圳打工。母亲为他准备了900元钱，父亲亲自把他送到邻水县城。但是王相军觉得打工养家的生活很无聊。到富士康上了九天的班之后，他辞职离开。为了避免家人干涉他的生活方式，之后九年他不与家人联系，只回老家过了一次新年。

### 旅行与打工
据王相军说，离开深圳后，他坐火车去了柳州，然后去桂林。白天游山玩水，晚上在天桥露宿。他说，每到一个城市，他通常先去餐馆打工；餐馆包吃住，攒下工资再前往下一个目的地；打工时间较短，最长的一次也只做了四个月。后来，他从广西去云南，去过昆明、西双版纳、大理、腾冲、丽江，游览了澜沧江、洱海、腾冲火山、高黎贡山、怒江。在丽江玉龙雪山，他第一次见到了冰川。

### 冰川探险
2012年11月，在云南香格里拉某药店打工时，王相军看到了一张西藏冰川的照片。他买车票去了西藏，先后在林芝、墨脱、波密、那曲、拉萨等地一边打工挣钱一边看冰川。离开西藏后，他去新疆看冰川，随后到过三亚、上海、北京。后来他决定返回西藏，带着新买的相机探访冰川。七年间，他探访了七十余座冰川，包括萨普神山、梅里雪山、来古冰川、布加雪山等。
2017年，他在短视频平台开通了账号。他上传的短视频超过四百部，平台昵称为“西藏冒险王”，网友称呼他“冰川哥”。截至2020年底，他在抖音的粉丝有323万，在快手的粉丝数为159万。短视频人气增加，从网友打赏得到的收入已足够支持他的生活。王相军辞去了餐馆的工作，通过短视频、直播卖货、出售摄影作品挣钱，购买了摩托车和专业摄影设备，专心从事冰川探险、拍摄。冰川探险中，他几次遇险，曾经遇到狼、熊，曾踩空坠入冰湖，曾经坠入四零冰川的冰裂缝。有人指出，王相军加大了在穿戴、摄影方面的投入，但忽视了安全设施；他不买安全绳，探险通常只带普通绳子，甚至不带绳子。一名亲戚看到了他的短视频之后，告知了他的家人。王相军这才重新开始和父母、弟弟联系。他出了40万元人民币，为家里重修了房子。
探险过程中，他亲眼见到一些冰川已经萎缩、消失。2019年12月6日，王相军应邀在西班牙马德里的2019年联合国气候变化大会上发言，分享他拍摄的冰川影像。

### 逝世
2020年12月17日，王相军与小左从拉萨出发，带着他养的狗“土豆”，计划重访嘉黎县依噶冰川瀑布，打算考察十天。王相军曾在2017年去过那里。小左说，20日上午11时30分左右，小左用手机拍摄王相军的视频时，王相军踩到了岩石上的暗冰，滑入了冰川暗河之中；小左当时先试着用三脚架救他，但长度不够。小左从车里取出桶和绳子，把绳子绑在桶上，再把桶抛给他。小左试图用绳子把他拉上来，没有成功。小左随后到附近寻找救援，他找到了附近修路的工程队。然而，等到工程队赶到现场时，王相军和桶都已不见踪影。冰川附近没有手机信号，小左下午1时左右才找到信号拨打报警电话。报警后，当地公安、消防、应急管理部门来到现场救援，“探险中国”探险队、“平澜公益”、蓝天救援队等队伍也参加了搜救。2020年12月26日，王相军的弟弟用“西藏冒险王”账号在快手上发布了他的死讯。同一天，小左在抖音上发布了王相军最后的视频。多日搜救之后，搜救队员判断王相军遗体极有可能在冰面之下。搜救极为困难，救援人员几次遇险。救援人员自2021年1月6日起陆续撤出。
2021年1月，有网友发布了降噪处理后的一段“西藏冒险王”视频，视频中有人说到“别说话，他死就死”、“好重啊，这家伙，还在流血”，认为王相军之死另有隐情，可能是他杀，认为矛头最有可能是同行的助手小左，小左一度因网络暴力出现精神失常，生活秩序被打乱，害怕手机铃声响起。
王相军的弟弟对媒体回应，原视频是王相军2019年12月10日拍的，上传时间是12月19日。同行者小左称，这段视频是12月9日在恰青冰川拍摄的；他认为，一些网友打着寻觅真相的旗号炒作，不尊重逝者。中共嘉黎县委宣传部一名工作人员向澎湃新闻回应称，已关注到前述舆情，目前认为“无他杀可能性”。1月22日晚，嘉黎县公安局通报称，已介入调查。2月22日，嘉黎县警方发布“西藏冒险王王相军失踪成谜”调查情况通报，确定王相军意外落水失踪，“蓝洞”降噪视频与此无关，网传的关于王相军事件的质疑、猜测等言论均无事实依据。
2021年3月17日，嘉黎县警方确认王相军遗体疑似寻获，其后经DNA确认身份确为王相军。2021年4月30日，西藏嘉黎县公安局官方微信公众号“嘉黎公安”发布了王相军的尸检结果：警方排除了他杀可能，确定王相军系意外落水后溺水高坠而亡。

## 备注
1. ↑  与王相军一同前往依噶冰川的小左称，2020年11月14日是他的30岁生日。[3]如果王相军庆祝的是公历生日，则他的出生日期是1990年11月14日（农历九月二十八）。如果他庆祝的是农历生日，2020年11月14日是农历九月二十九，他的出生日期为1990年11月15日